# میمورا ایه‌چیکا
میمورا ایه‌چیکا (به ژاپنی: 三村 家親 Mimura Iechika); ۱ ژانویهٔ ۱۵۱۷ – ۲۴ فوریهٔ ۱۵۶۶) سامورایی و پسر صاحب قلعه ماتسویاما اهل ولایت بیچو در ژاپن بود. در سال ۱۵۶۶ توسط دو برادر که از طرف اوکیتا نائوایه دستور داشتند با تفنگ ترور شد.